# Benjani Mwaruwari
Mpenjani Mwaruwari, más conocido como Benjani (Bulawayo, 13 de agosto de 1978), es un exfutbolista profesional zimbabuense que jugaba de delantero.
Comenzó su carrera en el Jomo Cosmos, dando el salto a Europa en 2001 para unirse al Grasshopper Club Zürich. Luego tuvo un paso por el Auxerre previo a recalar en el fútbol inglés, donde defendió al Portsmouth y posteriormente al Manchester City, Sunderland y Blackburn Rovers en la Premier League. Su último club previo al retiro fue el Bidvest Wits de Sudáfrica
Fue internacional absoluto con la selección de Zimbabue disputando 44 partidos y anotando 29 goles. Con su selección disputó la Copa Africana de Naciones 2006.